# Аль-Ватани
«Аль-Ватани» — саудовский футбольный клуб из города Табук, выступающий в Первом дивизионе Саудовской Аравии по футболу. Основан в 1959 году.

## История
В начале 2000-х годов «Аль-Ватани» выступал в Третьем дивизионе, четвёртом уровне в системе футбольных лиг Саудовской Аравии. В 2003 году он вышел во Второй дивизион. По итогам первого сезона там команда разделила места с первое по третье с клубами «Аль-Фейха» и «Наджран», набрав одинаковое с ними количество очков. Путёвок в Первый дивизион было две, и потому был сыгран дополнительный турнир между тремя этими клубами. «Аль-Ватани» сыграл вничью с «Наджраном» и уступил в решающем поединке «Аль-Фейхе». Спустя год «Аль-Ватани» всё же добился повышения в классе, уверенно победив во Втором дивизионе.
По итогам второго сезона пребывания в Первом дивизионе «Аль-Ватани» выиграл и эту лигу, потерпев всего одно поражение в 26 играх и добившись продвижения в Про-лигу. 23 августа 2007 года, в первом матче на высшем уровне, «Аль-Ватани» был разгромлен в гостях со счётом 0:5 «Аль-Хилялем». Первую победу в рамках Про-лиги команда из Табука одержала спустя месяц, обыграв дома «Аль-Ахли». Клуб занял девятое место в чемпионате, но уже в следующем сезоне играл роль главного аутсайдера и покинул Про-лигу по его окончании.

## История выступлений
| Сезон   | Дивизион        | Место | Кубок |
| ------- | --------------- | ----- | ----- |
| 1989/90 | Первый дивизион | 8-е   |       |
| 1990/91 |                 |       |       |
| 1991/92 |                 |       |       |
| 1992/93 |                 |       |       |
| 1993/94 |                 |       |       |
| 1994/95 |                 |       |       |
| 1995/96 |                 |       |       |
| 1996/97 |                 |       |       |
| 1997/98 |                 |       |       |
| 1998/99 |                 |       |       |
| 1999/00 |                 |       |       |
| 2000/01 |                 |       |       |
| 2001/02 |                 |       |       |
| 2002/03 | Третий дивизион | 1-е   |       |
| 2003/04 | Второй дивизион | 2-е   |       |
| 2004/05 | Второй дивизион | 1-е   |       |
| 2005/06 | Первый дивизион | 6-е   |       |
| 2006/07 | Первый дивизион | 1-е   |       |
| 2007/08 | Про-лига        | 9-е   |       |
| 2008/09 | Про-лига        | 12-е  |       |
| 2009/10 | Первый дивизион | 11-е  |       |
| 2010/11 | Первый дивизион | 6-е   |       |
| 2011/12 | Первый дивизион | 11-е  |       |
| 2012/13 | Первый дивизион |       |       |